# Esgrima nos Jogos Pan-Americanos de 1975
As competições de esgrima nos Jogos Pan-Americanos de 1975 foram realizadas na Cidade do México, México. Esta foi a sétima edição do esporte nos Jogos Pan-Americanos.

## Masculino
| Evento                       | Ouro                                                                       | Prata                                                                                           | Bronze                                                                                              |        |        |        |
| Espada                       | Espada                                                                     | Espada                                                                                          | Espada                                                                                              | Espada | Espada | Espada |
| ---------------------------- | -------------------------------------------------------------------------- | ----------------------------------------------------------------------------------------------- | --------------------------------------------------------------------------------------------------- | ------ | ------ | ------ |
| Espada individual detalhes   | Omar Vergara (ARG)                                                         | Scott Bozek (USA)                                                                               | Paul Pesthy (USA)                                                                                   |        |        |        |
| Espada por equipes detalhes  | Estados Unidos · William Reith · Paul Pesthy · Brooke Makler · Scott Bozek | Cuba · Ricardo Cabrera · José Arencibia · Narciso Simet · Víctor Suárez                         | Brasil · Arthur Ribeiro · Ronaldo Schwantes · Frederico Alencar · Francisco Buonafina · Sandor Kiss |        |        |        |
| Florete                      |                                                                            |                                                                                                 | |        |        |        |
| Florete individual detalhes  | Martin Lang (USA)                                                          | Eduardo Jons (CUB)                                                                              | Enrique Salvat (CUB)                                                                                |        |        |        |
| Florete por equipes detalhes | Cuba · Eduardo Jons · Enrique Salvat · Leonardo Mackenzie · Jorge Garbey   | Estados Unidos · Edward Ballinger · Albert Davis · Walter Krause · Martin Lang                  | México · Carlos Calderón · Vicente Calderón · Rodolfo Campero · Victor Robles                       |        |        |        |
| Sabre                        |                                                                            |                                                                                                 | |        |        |        |
| Sabre individual detalhes    | Manuel Ortiz (CUB)                                                         | Guzmán Salazar (CUB)                                                                            | Peter Westbrook (USA)                                                                               |        |        |        |
| Sabre por equipes detalhes   | Cuba · Lazaro Mora · Francisco de la Torre · Manuel Ortiz · Guzmán Salazar | Estados Unidos · Peter Westbrook · Paul Apostol · Stephen Kaplan · Alex Orban · Thomas Losonczy | Argentina · Pablo Moyano · José María Casanovas · Juan Gavajda · Marcelo Méndez · Fernando Lúpiz    |        |        |        |

### Feminino
| Evento                       | Ouro | Prata                                                                           | Bronze                                                                                           |
| ---------------------------- | --- | ------------------------------------------------------------------------------- | ------------------------------------------------------------------------------------------------ |
| Florete individual detalhes  | Margarita Rodríguez (CUB)                                                                                            | Nikki Franke (USA)                                                              | Blanca Estrada (MEX)                                                                             |
| Florete por equipes detalhes | Cuba · María Esther García · Milady Tack-Fang · Marlene Font · Margarita Rodríguez · Nancy Uranga[carece de fontes?] | Canadá · Donna Hennyey · Louise-Marie Leblanc · Susan Stewart · Chantal Gilbert | Estados Unidos · Denise O'Connor · Nikki Franke · Sheila Armstrong · Ann O'Donnell · Gay D'Asaro |

## Quadro de medalhas
| Ordem | País               | Medalha de ouro | Medalha de prata | Medalha de bronze |    |
| ----- | ------------------ | --------------- | ---------------- | ----------------- | -- |
| 1     | CUB Cuba           | 5               | 3                | 1                 | 9  |
| 2     | USA Estados Unidos | 2               | 4                | 3                 | 9  |
| 3     | ARG Argentina      | 1               |                  | 1                 | 2  |
| 4     | CAN Canadá         |                 | 1                |                   | 1  |
| 5     | MEX México         |                 |                  | 2                 | 2  |
| 6     | BRA Brasil         |                 |                  | 1                 | 1  |
| TOTAL | TOTAL              | 8               | 8                | 8                 | 24 |